# Stephane Acka
Stephane Acka (n. 11 octombrie 1990, Abidjan, Coasta de Fildeș) este un fotbalist ivorian, care joacă pe post de fundaș la Hapoel Ironi Kiryat Shmona FC în Ligat ha'Al.

## Carieră
Acka a jucat în Italia,România și Turcia.